# توماس فابری
توماس فابری (انگلیسی: Thomas Fabbri؛ زادهٔ ۲۱ ژوئن ۱۹۹۱) بازیکن فوتبال اهل ایتالیا است.
از باشگاه‌هایی که در آن بازی کرده‌است می‌توان به باشگاه فوتبال چزنا و باشگاه فوتبال پارما اشاره کرد.